# UEFA Champions League 2025/26
De UEFA Champions League 2025/26 is de geplande 71ste editie van het belangrijkste toernooi in het Europees clubvoetbal voor mannen, georganiseerd door de UEFA, en de 34ste sinds de naamsverandering.
De finale staat gepland op 30 mei 2026 in de Puskás Aréna in Boedapest. De winnaar kwalificeert zich voor de UEFA Champions League 2026/27, de UEFA Super Cup 2026, de FIFA Intercontinental Cup 2026 en het WK voor clubs 2029. Paris Saint-Germain is de titelverdediger.

## Toewijzing van deelnemende teams
Een totaal van 82 teams uit 53 van de 55 nationale competities van UEFA-lidstaten nemen deel aan deze editie van de UEFA Champions League (met als uitzonderingen Liechtenstein, dat geen nationale competitie heeft, en Rusland, dat werd uitgesloten van deelname vanwege de Russische invasie van Oekraïne sinds 2022). De nationale competities van deze landen werden op basis van de UEFA-coëfficiënten gerangschikt om het aantal deelnemende teams per competitie te bepalen:
- De nummers 1–5 hebben elk vier teams die zich kunnen kwalificeren.
- De nummer 6 heeft drie teams die zich kunnen kwalificeren.
- De nummers 7–15 hebben elk twee teams die zich kunnen kwalificeren.
- De nummers 16–55 (exclusief Liechtenstein en Rusland) hebben elk één team dat zich kan kwalificeren.
- De winnaars van de UEFA Champions League 2024/25 en de UEFA Europa League 2024/25 krijgen elk een extra inzending als ze zich niet kwalificeerden voor de UEFA Champions League 2025/26 via hun landelijke competitie.
- De competities die in het voorgaande seizoen de meeste coëfficiënten verkregen, krijgen elk een extra inzending.

### Rangschikking van nationale competities
Voor de UEFA Champions League 2025/26 kregen de nationale competities plaatsen toegewezen op basis van de UEFA-landencoëfficiënten uit 2024, waarbij rekening werd gehouden met hun prestaties in het Europees clubvoetbal tussen de seizoenen 2019/20 en 2023/24. Competities konden extra inzendingen hebben:
- (EPS) – European Performance Spot: de twee landen die in het voorgaande seizoen de meeste coëfficiënten verkregen, krijgen elk een extra inzending.
- (EL) – Extra plek in verband met de winnaar van de UEFA Europa League.

| №  | Land        | Coeff.  | Clubs | Bijz.            |
| -- | ----------- | ------- | ----- | ---------------- |
| 01 | Engeland    | 104.303 | 4     | +1 (EPS) +1 (EL) |
| 02 | Italië      | 090.284 | 4     |                  |
| 03 | Spanje      | 089.489 | 4     | +1 (EPS)         |
| 04 | Duitsland   | 086.624 | 4     |                  |
| 05 | Frankrijk   | 066.831 | 4     |                  |
| 06 | Nederland   | 061.300 | 3     |                  |
| 07 | Portugal    | 056.316 | 2     |                  |
| 08 | België      | 048.800 | 2     |                  |
| 09 | Turkije     | 038.600 | 2     |                  |
| 10 | Tsjechië    | 036.050 | 2     |                  |
| 11 | Schotland   | 036.050 | 2     |                  |
| 12 | Zwitserland | 032.975 | 2     |                  |
| 13 | Oostenrijk  | 032.600 | 2     |                  |
| 14 | Noorwegen   | 031.625 | 2     |                  |
| 15 | Griekenland | 031.525 | 2     |                  |
| 16 | Denemarken  | 031.450 | 1     |                  |
| 17 | Israël      | 031.125 | 1     |                  |
| 18 | Oekraïne    | 028.000 | 1     |                  |
| 19 | Servië      | 027.775 | 1     |                  |

| №  | Land                | Coeff. | Clubs |
| -- | ------------------- | ------ | ----- |
| 20 | Kroatië             | 25.525 | 1     |
| 21 | Polen               | 25.375 | 1     |
| 22 | Rusland [Bijz. RUS] | 22.965 | 0     |
| 23 | Cyprus              | 22.100 | 1     |
| 24 | Hongarije           | 21.875 | 1     |
| 25 | Zweden              | 21.500 | 1     |
| 26 | Roemenië            | 21.375 | 1     |
| 27 | Bulgarije           | 20.375 | 1     |
| 28 | Azerbeidzjan        | 20.125 | 1     |
| 29 | Slowakije           | 19.625 | 1     |
| 30 | Slovenië            | 13.250 | 1     |
| 31 | Moldavië            | 13.125 | 1     |
| 32 | Kosovo              | 11.541 | 1     |
| 33 | Kazachtan           | 11.500 | 1     |
| 34 | Finland             | 11.125 | 1     |
| 35 | Ierland             | 10.875 | 1     |
| 36 | Armenië             | 10.625 | 1     |
| 37 | Letland             | 10.625 | 1     |
| 38 | Faeröer             | 10.375 | 1     |

| №  | Land                  | Coeff. | Clubs |
| -- | --------------------- | ------ | ----- |
| 39 | Bosnië en Herzegovina | 10.000 | 1     |
| 40 | Liechtenstein         | 10.000 | 0     |
| 41 | IJsland               | 09.583 | 1     |
| 42 | Noord-Ierland         | 09.208 | 1     |
| 43 | Luxemburg             | 08.625 | 1     |
| 44 | Litouwen              | 08.500 | 1     |
| 45 | Malta                 | 08.250 | 1     |
| 46 | Georgië               | 07.625 | 1     |
| 47 | Albanië               | 07.375 | 1     |
| 48 | Estland               | 07.207 | 1     |
| 49 | Wit-Rusland           | 06.625 | 1     |
| 50 | Noord-Macedonië       | 06.000 | 1     |
| 51 | Andorra               | 05.998 | 1     |
| 52 | Wales                 | 05.791 | 1     |
| 53 | Montengro             | 05.708 | 1     |
| 54 | Gibraltar             | 04.957 | 1     |
| 55 | San Marino            | 01.832 | 1     |

### Deelnemende teams
Onderstaand tabel geeft deelnemers aan deze editie weer en toont in welke ronde de clubs instromen. Union Sint-Gillis neemt voor het eerst deel aan het hoofdtoernooi van de UEFA Champions League.
| Eerste kwalificatieronde (kampioenen) | Eerste kwalificatieronde (kampioenen) | Eerste kwalificatieronde (kampioenen) | Eerste kwalificatieronde (kampioenen) |
| ------------------------------------- | ------------------------------------- | ------------------------------------- | ------------------------------------- |
| Malmö FF                              | KuPS                                  | Linfield FC                           | FK Dinamo Minsk                       |
| FCSB                                  | Shelbourne FC                         | FC Differdange 03                     | KF Shkëndija                          |
| PFK Loedogorets                       | FC Noah                               | FK Žalgiris                           | Inter Club d'Escaldes                 |
| Olimpija Ljubljana                    | FK RFS                                | Ħamrun Spartans                       | The New Saints FC                     |
| FC Milsami Orhei                      | Víkingur Gøta                         | FC Iberia 1999                        | FK Budućnost Podgorica                |
| KF Drita                              | HŠK Zrinjski Mostar                   | KF Egnatia                            | Lincoln Red Imps FC                   |
| Kairat Almaty                         | Breiðablik Kópavogur                  | FCI Levadia Tallinn                   | SS Virtus                             |
| Tweede kwalificatieronde              |                                       |                                       |                                       |
| Kampioenen                            | Kampioenen                            | Niet-kampioenen                       | Niet-kampioenen                       |
| FC Kopenhagen                         | FK Krasnodar [Bijz. RUS]              | FC Viktoria Pilsen                    | Red Bull Salzburg                     |
| Maccabi Tel Aviv                      | Paphos FC                             | Rangers FC                            | SK Brann                              |
| FC Dynamo Kiev                        | Ferencvárosi TC                       | Servette FC Genève                    | Panathinaikos                         |
| Rode Ster Belgrado                    | FK Qarabağ                            |                                       |                                       |
| HNK Rijeka                            | Slovan Bratislava                     |                                       |                                       |
| Lech Poznań                           |                                       |                                       |                                       |
| Derde kwalificatieronde               |                                       |                                       |                                       |
| Kampioenen                            | Niet-kampioenen                       | Niet-kampioenen                       | Niet-kampioenen                       |
|                                       | OGC Nice                              | SL Benfica                            | Fenerbahçe SK                         |
| Feyenoord                             | Club Brugge                           |                                       |                                       |
| Play-offronde                         |                                       |                                       |                                       |
| Kampioenen                            | Kampioenen                            | Niet-kampioenen                       | Niet-kampioenen                       |
| Celtic FC                             | FC Basel                              |                                       |                                       |
| Sturm Graz                            | FK Bodø/Glimt                         |                                       |                                       |
| Competitiefase                        |                                       |                                       |                                       |
| Paris Saint-Germain TH                | Internazionale                        | Villarreal CF                         | PSV                                   |
| Tottenham Hotspur EL–TH               | Atalanta Bergamo                      | Bayern München                        | Ajax                                  |
| Liverpool FC                          | Juventus FC                           | Bayer 04 Leverkusen                   | Sporting Clube de Portugal            |
| Arsenal FC                            | FC Barcelona                          | Eintracht Frankfurt                   | Union Sint-Gillis                     |
| Manchester City                       | Real Madrid CF                        | Borussia Dortmund                     | Galatasaray SK                        |
| Chelsea FC                            | Atlético Madrid                       | Olympique de Marseille                | Slavia Praag                          |
| Newcastle United                      | Athletic Club                         | AS Monaco                             | Olympiakos Piraeus                    |
| SSC Napoli                            |                                       |                                       |                                       |

 - Rusland (RUS): Op 28 februari 2022 maakten de FIFA en de UEFA in een gezamenlijk statement bekend dat alle teams uit Rusland (dus ook de nationale ploegen) tot nader order geschorst zijn, vanwege de Russische invasie in Oekraïne. Op 2 mei 2022 verlengde de UEFA deze schorsing voor onbepaalde tijd.

## Data
| Fase             | Ronde                    | Loting           | Wedstrijden                    | Wedstrijden                    |
| Fase             | Ronde                    | Loting           | Heenwedstrijden                | Terugwedstrijden               |
| ---------------- | ------------------------ | ---------------- | ------------------------------ | ------------------------------ |
| Kwalificatiefase | Eerste kwalificatieronde | 17 juni 2025     | 8 en 9 juli 2025               | 15 en 16 juli 2025             |
| Kwalificatiefase | Tweede kwalificatieronde | 18 juni 2025     | 22 en 23 juli 2025             | 29 en 30 juli 2025             |
| Kwalificatiefase | Derde kwalificatieronde  | 21 juli 2025     | 5 en 6 augustus 2025           | 12 augustus 2025               |
| Kwalificatiefase | Play-offronde            | 4 augustus 2025  | 19 en 20 augustus 2025         | 26 en 27 augustus 2025         |
| Competitiefase   | Speelronde 1             | 28 augustus 2025 | 16, 17 en 18 september 2025    | 16, 17 en 18 september 2025    |
| Competitiefase   | Speelronde 2             | 28 augustus 2025 | 30 september en 1 oktober 2025 | 30 september en 1 oktober 2025 |
| Competitiefase   | Speelronde 3             | 28 augustus 2025 | 21 en 22 oktober 2025          | 21 en 22 oktober 2025          |
| Competitiefase   | Speelronde 4             | 28 augustus 2025 | 4 en 5 november 2025           | 4 en 5 november 2025           |
| Competitiefase   | Speelronde 5             | 28 augustus 2025 | 25 en 26 november 2025         | 25 en 26 november 2025         |
| Competitiefase   | Speelronde 6             | 28 augustus 2025 | 9 en 10 december 2025          | 9 en 10 december 2025          |
| Competitiefase   | Speelronde 7             | 28 augustus 2025 | 20 en 21 januari 2026          | 20 en 21 januari 2026          |
| Competitiefase   | Speelronde 8             | 28 augustus 2025 | 28 januari 2026                | 28 januari 2026                |
| Knock-outfase    | Tussenronde              | 30 januari 2026  | 17 en 18 februari 2026         | 24 en 25 februari 2026         |
| Knock-outfase    | Achtste finales          | 27 februari 2026 | 10 en 11 maart 2026            | 17 en 18 maart 2026            |
| Knock-outfase    | Kwartfinales             | 27 februari 2026 | 7 en 8 april 2026              | 14 en 15 april 2026            |
| Knock-outfase    | Halve finales            | 27 februari 2026 | 28 en 29 april 2026            | 5 en 6 mei 2026                |
| Knock-outfase    | Finale                   | 27 februari 2026 | 30 mei 2026                    | 30 mei 2026                    |

## Kwalificatiefase
In de kwalificatiefase worden er in vier ronden telkens knock-outwedstrijden gespeeld tussen twee clubs over twee wedstrijden, waarbij elke club één thuiswedstrijd en één uitwedstrijd speelt. De winnende clubs kwalificeren zich voor de volgende ronde, en uiteindelijk voor het hoofdtoernooi. Bij een gelijke stand over twee wedstrijden wordt er een verlenging en eventueel een strafschoppenserie gespeeld. Voorafgaand aan iedere ronde word een loting gehouden, waarbij clubs op basis van UEFA-coëfficiënten worden verdeeld tussen geplaatst en niet-geplaatst: geplaatste clubs worden gekoppeld aan niet-geplaatste clubs. De kwalificatiefase is verdeeld in een kampioensroute, met clubs die zich als kampioen plaatsten voor de UEFA Champions League, en een niet-kampioensroute, met clubs die zich met een tweede, derde of vierde plek in hun competitie plaatsten voor de UEFA Champions League. De uitslagen staan in het perspectief van team 1.

### Eerste kwalificatieronde
Aan de eerste kwalificatieronde namen 28 instromende teams deel. De loting vond plaats op 17 juni 2025. De heenwedstrijden werden gespeeld op 8 en 9 juli 2025, de terugwedstrijden op 15 en 16 juli 2025. De verliezende clubs stroomden door naar de tweede kwalificatieronde in de kampioensroute van de UEFA Conference League. De eerste kwalificatieronde viel volledig onder de kampioensroute.
| Team 1              | Tot.                 | Team 2                 | 1e wedstr. | 2e wedstr. |
| ------------------- | -------------------- | ---------------------- | ---------- | ---------- |
| FK Žalgiris         | 2 – 2 (10 – 11 pen.) | Ħamrun Spartans        | 2 – 0      | 0 – 2 n.v. |
| Kuopion Palloseura  | 1 – 0                | FC Milsami Orhei       | 1 – 0      | 0 – 0      |
| The New Saints FC   | 1 – 2                | KF Shkëndija           | 0 – 0      | 1 – 2 n.v. |
| FC Iberia 1999      | 2 – 6                | Malmö FF               | 1 – 3      | 1 – 3      |
| FCI Levadia Tallinn | 0 – 2                | FK RFS                 | 0 – 1      | 0 – 1      |
| KF Drita            | 4 – 2                | FC Differdange 03      | 1 – 0      | 3 – 2      |
| Víkingur Gøta       | 2 – 4                | Lincoln Red Imps FC    | 2 – 3      | 0 – 1      |
| KF Egnatia          | 1 – 5                | Breiðablik Kópavogur   | 1 – 0      | 0 – 5      |
| Shelbourne FC       | 2 – 1                | Linfield FC            | 1 – 0      | 1 – 1      |
| FCSB                | 4 – 3                | Inter Club d'Escaldes  | 3 – 1      | 1 – 2      |
| SS Virtus           | 1 – 4                | HŠK Zrinjski Mostar    | 0 – 2      | 1 – 2      |
| Olimpija Ljubljana  | 1 – 3                | Kairat Almaty          | 1 – 1      | 0 – 2      |
| FC Noah             | 3 – 2                | FK Budućnost Podgorica | 1 – 0      | 2 – 2      |
| PFK Loedogorets     | 3 – 2                | FK Dinamo Minsk        | 1 – 0      | 2 – 2 n.v. |

### Tweede kwalificatieronde
Aan de tweede kwalificatieronde namen 30 clubs deel: 14 winnaars van de eerste kwalificatieronde en 10 instromende teams. De loting voor de tweede kwalificatieronde vond plaats op 18 juni 2025. De heenwedstrijden werden gespeeld op 22 en 23 juli 2025, de terugwedstrijden op 29 en 30 juli 2025. De verliezende clubs stroomden door naar de derde kwalificatieronde van de UEFA Europa League.
| Team 1              | Tot.           | Team 2               | 1e wedstr.     | 2e wedstr.     |
| Kampioensroute      | Kampioensroute | Kampioensroute       | Kampioensroute | Kampioensroute |
| ------------------- | -------------- | -------------------- | -------------- | -------------- |
| FK RFS              | 1 – 5          | Malmö FF             | 1 – 4          | 0 – 1          |
| Ħamrun Spartans     | 0 – 6          | FC Dynamo Kiev       | 0 – 3          | 0 – 3          |
| Paphos FC           | 2 – 1          | Maccabi Tel Aviv     | 1 – 1          | 1 – 0          |
| Lincoln Red Imps    | 1 – 6          | Rode Ster Belgrado   | 0 – 1          | 1 – 5          |
| FC Noah             | 4 – 6          | Ferencvárosi TC      | 1 – 2          | 3 – 4          |
| Lech Poznań         | 8 – 1          | Breiðablik Kópavogur | 7 – 1          | 1 – 0          |
| FC Kopenhagen       | 3 – 0          | KF Drita             | 2 – 0          | 1 – 0          |
| HNK Rijeka          | 1 – 3          | PFK Loedogorets      | 0 – 0          | 1 – 3 n.v.     |
| KF Shkëndija        | 3 – 1          | FCSB                 | 1 – 0          | 2 – 1          |
| Slovan Bratislava   | 6 – 2          | HŠK Zrinjski Mostar  | 4 – 0          | 2 – 2          |
| Shelbourne FC       | 0 – 4          | FK Qarabağ           | 0 – 3          | 0 – 1          |
| Kuopion Palloseura  | 2 – 3          | Kairat Almaty        | 2 – 0          | 0 – 3          |
| Niet-kampioensroute |                |                      |                |                |
| SK Brann            | 2 – 5          | Red Bull Salzburg    | 1 – 4          | 1 – 1          |
| FC Viktoria Pilsen  | 3 – 2          | Servette FC          | 0 – 1          | 3 – 1          |
| Rangers FC          | 3 – 1          | Panathinaikos FC     | 2 – 0          | 1 – 1          |

### Derde kwalificatieronde
Aan de derde kwalificatieronde namen 20 clubs deel: 15 winnaars van de tweede kwalificatieronde en 5 instromende teams. De loting vond plaats op 21 juli 2025. De heenwedstrijden worden gespeeld op 5 en 6 augustus 2025, de terugwedstrijden op 12 augustus 2025. De verliezende clubs van de kampioensroute stroomden door naar de play-offronde van de UEFA Europa League, terwijl de verliezende clubs van de niet-kampioensroute doorstroomden naar het hoofdtoernooi van de UEFA Europa League.
| Team 1              | Tot.               | Team 2             | 1e wedstr.     | 2e wedstr.     |
| Kampioensroute      | Kampioensroute     | Kampioensroute     | Kampioensroute | Kampioensroute |
| ------------------- | ------------------ | ------------------ | -------------- | -------------- |
| Malmö FF            | 0 – 5              | FC Kopenhagen      | 0 – 0          | 0 – 5          |
| Kairat Almaty       | 1 – 1 (4 – 3 pen.) | Slovan Bratislava  | 1 – 0          | 0 – 1 n.v.     |
| Lech Poznań         | 2 – 4              | Rode Ster Belgrado | 1 – 3          | 1 – 1          |
| PFK Loedogorets     | 0 – 3              | Ferencváros        | 0 – 0          | 0 – 3          |
| FC Dynamo Kiev      | 0 – 3              | Paphos FC          | 0 – 1          | 0 – 2          |
| KF Shkëndija        | 1 – 6              | FK Qarabağ         | 0 – 1          | 1 – 5          |
| Niet-kampioensroute |                    |                    |                |                |
| Red Bull Salzburg   | 2 – 4              | Club Brugge        | 0 – 1          | 2 – 3          |
| Rangers FC          | 4 – 2              | FC Viktoria Pilsen | 3 – 0          | 1 – 2          |
| OGC Nice            | 0 – 4              | SL Benfica         | 0 – 2          | 0 – 2          |
| Feyenoord           | 4 – 6              | Fenerbahçe SK      | 2 – 1          | 2 – 5          |

### Play-offronde
Aan de play-offronde nemen 14 clubs deel: 10 winnaars van de derde kwalificatieronde en 4 instromende teams. De loting vond plaats op 4 augustus 2025. De heenwedstrijden worden gespeeld op 19 en 20 augustus 2025, de terugwedstrijden op 26 en 27 augustus 2025. De verliezende clubs stromen door naar het hoofdtoernooi van de UEFA Europa League.
| Team 1              | Tot.           | Team 2         | 1e wedstr.     | 2e wedstr.     |
| Kampioensroute      | Kampioensroute | Kampioensroute | Kampioensroute | Kampioensroute |
| ------------------- | -------------- | -------------- | -------------- | -------------- |
| Ferencváros         | 1              | FK Qarabağ     | 1 – 3          | 27 aug         |
| Rode Ster Belgrado  | 2              | Paphos FC      | 1 – 2          | 26 aug         |
| FK Bodø/Glimt       | 3              | Sturm Graz     | 20 aug         | 26 aug         |
| Celtic FC           | 4              | Kairat Almaty  | 20 aug         | 26 aug         |
| FC Basel            | 5              | FC Kopenhagen  | 20 aug         | 27 aug         |
| Niet-kampioensroute |                |                |                |                |
| Fenerbahçe SK       | 1              | SL Benfica     | 20 aug         | 27 aug         |
| Rangers FC          | 2              | Club Brugge    | 1 – 3          | 27 aug         |

## Hoofdtoernooi

### Competitiefase
Aan de competitiefase nemen 36 clubs deel: 7 winnaars van de kwalificatiefase en 29 instromende clubs. Iedere club speelt in de competitiefase vier thuis- en vier uitwedstrijden tegen acht verschillende clubs. De acht hoogst geplaatste clubs op de uiteindelijke ranglijst, gebaseerd op de behaalde resultaten, kwalificeren zich voor de achtste finales, de nummers 9–24 kwalificeren zich voor de tussenronde en de nummers 25–36 worden Europees uitgeschakeld. De loting voor de competitiefase vindt plaats op 28 augustus 2025, waarbij iedere club wordt gekoppeld aan twee clubs uit elk van de vier potten.

#### Potindeling
| Pot 1                 | Pot 1   |
| Team                  | Coëff.  |
| --------------------- | ------- |
| Paris Saint-GermainTH | 118.500 |
| Real Madrid           | 143.500 |
| Manchester City       | 137.750 |
| Bayern München        | 135.250 |
| Liverpool FC          | 125.500 |
| Internazionale        | 116.250 |
| Chelsea FC            | 109.000 |
| Borussia Dortmund     | 106.750 |
| FC Barcelona          | 103.250 |

| Pot 2               | Pot 2  |
| Team                | Coëff. |
| ------------------- | ------ |
| Arsenal FC          | 98.000 |
| Bayer Leverkusen    | 95.250 |
| Atlético Madrid     | 93.500 |
| Atalanta Bergamo    | 82.000 |
| Villarreal CF       | 82.000 |
| Juventus FC         | 74.250 |
| Eintracht Frankfurt | 74.000 |

| Pot 3               | Pot 3  |
| Team                | Coëff. |
| ------------------- | ------ |
| PSV                 | 69.250 |
| AFC Ajax            | 67.250 |
| SSC Napoli          | 61.000 |
| Sporting CP         | 59.000 |
| Olympiakos Piraeus  | 56.500 |
| Slavia Praag        | 51.000 |
| Olympique Marseille | 48.000 |

| Pot 4             | Pot 4  |
| Team              | Coëff. |
| ----------------- | ------ |
| Galatasaray SK    | 38.250 |
| Union Sint-Gillis | 36.000 |
| Athletic Club     | 26.750 |
| Newcastle United  | 23.039 |

| Pot nog te bepalen          | Pot nog te bepalen |
| Team                        | Coëff.             |
| --------------------------- | ------------------ |
| Tottenham Hotspur           | 70.250             |
| AS Monaco                   | 41.000             |
| 7 winnaars kwalificatiefase |                    |

#### Stand
| Pos | Team                | Wed | W | G | V | Ptn | DV | DT | +/− |                                     |
| --- | ------------------- | --- | - | - | - | --- | -- | -- | --- | ----------------------------------- |
| 1   | AFC Ajax            | 0   | 0 | 0 | 0 | 0   | 0  | 0  | 0   | Naar de achtste finales (geplaatst) |
| 2   | Arsenal FC          | 0   | 0 | 0 | 0 | 0   | 0  | 0  | 0   | Naar de achtste finales (geplaatst) |
| 3   | AS Monaco           | 0   | 0 | 0 | 0 | 0   | 0  | 0  | 0   | Naar de achtste finales (geplaatst) |
| 4   | Atalanta Bergamo    | 0   | 0 | 0 | 0 | 0   | 0  | 0  | 0   | Naar de achtste finales (geplaatst) |
| 5   | Athletic Club       | 0   | 0 | 0 | 0 | 0   | 0  | 0  | 0   | Naar de achtste finales (geplaatst) |
| 6   | Atlético Madrid     | 0   | 0 | 0 | 0 | 0   | 0  | 0  | 0   | Naar de achtste finales (geplaatst) |
| 7   | Bayer Leverkusen    | 0   | 0 | 0 | 0 | 0   | 0  | 0  | 0   | Naar de achtste finales (geplaatst) |
| 8   | Bayern München      | 0   | 0 | 0 | 0 | 0   | 0  | 0  | 0   | Naar de achtste finales (geplaatst) |
| 9   | Borussia Dortmund   | 0   | 0 | 0 | 0 | 0   | 0  | 0  | 0   | Naar de tussenronde (geplaatst)     |
| 10  | Chelsea FC          | 0   | 0 | 0 | 0 | 0   | 0  | 0  | 0   | Naar de tussenronde (geplaatst)     |
| 11  | Eintracht Frankfurt | 0   | 0 | 0 | 0 | 0   | 0  | 0  | 0   | Naar de tussenronde (geplaatst)     |
| 12  | FC Barcelona        | 0   | 0 | 0 | 0 | 0   | 0  | 0  | 0   | Naar de tussenronde (geplaatst)     |
| 13  | Galatasaray SK      | 0   | 0 | 0 | 0 | 0   | 0  | 0  | 0   | Naar de tussenronde (geplaatst)     |
| 14  | Internazionale      | 0   | 0 | 0 | 0 | 0   | 0  | 0  | 0   | Naar de tussenronde (geplaatst)     |
| 15  | Juventus FC         | 0   | 0 | 0 | 0 | 0   | 0  | 0  | 0   | Naar de tussenronde (geplaatst)     |
| 16  | Liverpool FC        | 0   | 0 | 0 | 0 | 0   | 0  | 0  | 0   | Naar de tussenronde (geplaatst)     |
| 17  | Manchester City     | 0   | 0 | 0 | 0 | 0   | 0  | 0  | 0   | Naar de tussenronde (ongeplaatst)   |
| 18  | Newcastle United    | 0   | 0 | 0 | 0 | 0   | 0  | 0  | 0   | Naar de tussenronde (ongeplaatst)   |
| 19  | Olympiakos Piraeus  | 0   | 0 | 0 | 0 | 0   | 0  | 0  | 0   | Naar de tussenronde (ongeplaatst)   |
| 20  | Olympique Marseille | 0   | 0 | 0 | 0 | 0   | 0  | 0  | 0   | Naar de tussenronde (ongeplaatst)   |
| 21  | Paris Saint-Germain | 0   | 0 | 0 | 0 | 0   | 0  | 0  | 0   | Naar de tussenronde (ongeplaatst)   |
| 22  | PSV                 | 0   | 0 | 0 | 0 | 0   | 0  | 0  | 0   | Naar de tussenronde (ongeplaatst)   |
| 23  | Real Madrid         | 0   | 0 | 0 | 0 | 0   | 0  | 0  | 0   | Naar de tussenronde (ongeplaatst)   |
| 24  | Slavia Praag        | 0   | 0 | 0 | 0 | 0   | 0  | 0  | 0   | Naar de tussenronde (ongeplaatst)   |
| 25  | Sporting CP         | 0   | 0 | 0 | 0 | 0   | 0  | 0  | 0   |                                     |
| 26  | SSC Napoli          | 0   | 0 | 0 | 0 | 0   | 0  | 0  | 0   |                                     |
| 27  | Tottenham Hotspur   | 0   | 0 | 0 | 0 | 0   | 0  | 0  | 0   |                                     |
| 28  | Union Sint-Gillis   | 0   | 0 | 0 | 0 | 0   | 0  | 0  | 0   |                                     |
| 29  | Villarreal CF       | 0   | 0 | 0 | 0 | 0   | 0  | 0  | 0   |                                     |
| 30  | Nog te bepalen      | 0   | 0 | 0 | 0 | 0   | 0  | 0  | 0   |                                     |
| 31  | Nog te bepalen      | 0   | 0 | 0 | 0 | 0   | 0  | 0  | 0   |                                     |
| 32  | Nog te bepalen      | 0   | 0 | 0 | 0 | 0   | 0  | 0  | 0   |                                     |
| 33  | Nog te bepalen      | 0   | 0 | 0 | 0 | 0   | 0  | 0  | 0   |                                     |
| 34  | Nog te bepalen      | 0   | 0 | 0 | 0 | 0   | 0  | 0  | 0   |                                     |
| 35  | Nog te bepalen      | 0   | 0 | 0 | 0 | 0   | 0  | 0  | 0   |                                     |
| 36  | Nog te bepalen      | 0   | 0 | 0 | 0 | 0   | 0  | 0  | 0   |                                     |

### Knock-outfase
In de knock-outfase worden er in vijf ronden telkens knock-outwedstrijden gespeeld tussen twee clubs over twee wedstrijden, waarbij elke club één thuis- en één uitwedstrijd speelt, behalve in de finale die wordt gespeeld over één wedstrijd op neutraal terrein. De winnende club kwalificeert zich voor de volgende ronde en de winnaar van de finale wint het toernooi. Bij een gelijke stand over twee wedstrijden wordt er een verlenging en eventueel een strafschoppenserie gespeeld. Clubs worden op basis van een loting, beïnvloed door hun eindklassering in de competitiefase, ingedeeld in het toernooischema. 

#### Tussenronde
In de tussenronde spelen de acht nummers 9–16 tegen de acht nummers 17–24 van de competitiefase. De loting vindt plaats op 30 januari 2026. De heenwedstrijden worden gespeeld op 17 en 18 februari 2026, de terugwedstrijden op 24 en 25 februari 2026. 

#### Achtste finales
In de tussenronde spelen de acht hoogstgeplaatste teams van de competitiefase tegen de acht winnaars van de tussenronde. De loting vindt plaats op 27 februari 2026. De heenwedstrijden worden gespeeld op 10 en 11 maart 2026, de terugwedstrijden op 17 en 18 maart 2026. 

#### Kwartfinales
In de kwartfinales spelen de acht winnaars van de achtste finales tegen elkaar. De heenwedstrijden worden gespeeld op 7 en 8 april 2026, de terugwedstrijden op 14 en 15 april 2026. 

#### Halve finales
In de halve finales spelen de vier winnaars van de kwartfinales tegen elkaar. De heenwedstrijden worden gespeeld op 28 en 29 april 2026, de terugwedstrijden op 5 en 6 mei 2026. 

#### Finale
In de finale in de Puskás Aréna te Boedapest op 30 mei 2026 spelen de twee winnaars van de halve finales tegen elkaar om de eindwinst.
|                           |                        |   |                        |                                  |
| 30 mei 2026 21:00 (UTC+2) | Winnaar halve finale 1 | v | Winnaar halve finale 2 | Stadion: Puskás Aréna, Boedapest |
| 30 mei 2026 21:00 (UTC+2) |                        |   |                        | Stadion: Puskás Aréna, Boedapest |
| 30 mei 2026 21:00 (UTC+2) |                        |   |                        | Stadion: Puskás Aréna, Boedapest |
| 30 mei 2026 21:00 (UTC+2) |                        |   |                        | Stadion: Puskás Aréna, Boedapest |
|                           |                        |   |                        |                                  |